# Coscinia strandi
Coscinia strandi är en fjärilsart som beskrevs av Obraztsov 1936. Coscinia strandi ingår i släktet Coscinia och familjen björnspinnare. Inga underarter finns listade i Catalogue of Life.